# Diaphus basileusi
Diaphus basileusi är en fiskart som beskrevs av Becker och Prut'ko, 1984. Diaphus basileusi ingår i släktet Diaphus och familjen prickfiskar. Inga underarter finns listade i Catalogue of Life.